# La Neuville-à-Maire
 La Neuville-à-Maire  là một xã ở tỉnh Ardennes, thuộc vùng Grand Est ở phía bắc nước Pháp.